# Diocese de Parral
A Diocese de Parral (em latim: Dioecesis Parralensis) é uma diocese da Igreja Católica localizada no município de Hidalgo del Parral, no estado de Chihuahua, pertencente a Arquidiocese de Chihuahua no México. Foi fundada em 11 de maio de 1992 pelo Papa João Paulo II. Com uma população católica de 238.600 habitantes, sendo 82,0% da população total, possui 21 paróquias com dados de 2021.

## História
Em 11 de maio de 1992 o Papa João Paulo II cria a Diocese de Parral através do território da Arquidiocese de Chihuahua e do Vicariato Apostólico de Tarahumara.

## Lista de bispos
A seguir uma lista de bispos desde a criação da prelazia em 1992.
|        | Nome                                     | Período      | Notas                              |
| Bispos | Bispos                                   | Bispos       | Bispos                             |
| ------ | ---------------------------------------- | ------------ | ---------------------------------- |
| 3º     | Mauricio Urrea Carrillo                  | 2020 - atual |                                    |
| 2º     | Eduardo Cirilo Carmona Ortega , C.O.R.C. | 2012 - 2019  | Nomeado bispo coadjutor de Córdoba |
| 1º     | José Andrés Corral Arredondo             | 1992 - 2011  | Faleceu no cargo                   |